# Бильче-Золотецкий сельский совет
Бильче-Золотецкий сельский совет (укр. Більче-Золотецька сільська рада) — входит в состав
Борщёвского района
Тернопольской области
Украины.
Административный центр сельского совета находится в 
с. Бильче-Золотое.

## Населённые пункты совета
- с. Бильче-Золотое
- с. Монастырок
- с. Мушкаров
- с. Юрьямполь